# Josep Maluquer i Montardit
Josep Maluquer i Montardit fue un jurista y político español. Alcalde de Barcelona en dos períodos, perteneció al partido liberal.

## Biografía
Padre de Eduard y Josep Maluquer y de Tirrell, abuelo de Josep Maluquer i Salvador y tío de Joan Maluquer i Viladot, pertenece a una familia de tradición liberal. Se casó con una hija del general O'Tirrell, de origen irlandés. Fue alcalde de Barcelona dos veces. En un primer período, entre junio de 1840 y enero de 1841, y posteriormente, entre abril y noviembre de 1843.